# Lee Bong-ju
Lee Bong-ju (hangul 이봉주, hancha 李鳳柱, ur. 11 października 1968 w Cheonan) – południowokoreański  lekkoatleta (długodystansowiec), wicemistrz olimpijski z 1996.
Specjalizował się w biegu maratońskim. Zajął w nim 22. miejsce na mistrzostwach świata w 1995 w Göteborgu.
Zdobył srebrny medal w maratonie na igrzyskach olimpijskich w 1996 w Atlancie. Podczas biegu przez długi czas czołowa grupa liczyła wielu zawodników. Na 35 kilometrze Lee Bong-ju, Josia Thugwane z RPA i Erick Wainaina z Kenii oderwali się od pozostałych i razem dobiegli do stadionu. Na bieżni Thugwane uzyskał lekką przewagę i wygrał o 3 sekundy przed Lee i o 8 sekund przed Kenijczykiem. W tym samym roku Lee zwyciężył w maratonie w Fukuoce.
Zwyciężył w maratonie na igrzyskach azjatyckich w 1998 w Bankgkoku. W 2000 zajął 2. miejsca w biegach maratońskich w Tokio i Fukuooce, a na igrzyskach olimpijskich w 2000 w Sydney zajął 24. miejsce. Zwyciężył w Maratonie Bostońskim w 2001. Nie ukończył biegu na mistrzostwach świata w 2001 w Edmonton.
Ponownie zwyciężył na igrzyskach azjatyckich w 2002 w Pusan. Na mistrzostwach świata w 2003 w Paryżu zajął 11. miejsce.
Zajął 14. miejsce w maratonie na igrzyskach olimpijskich w 2004 w Atenach i 28. miejsce na igrzyskach olimpijskich w 2008 w Pekinie.
Jego rekord życiowy w maratonie, a zarazem rekord Korei Południowej został ustanowiony 13 lutego 2000 w Tokio i wynosi 2:07:20.